# كريستوف ويلك
كريستوف ويلك (بالألمانية: Kristof Wilke)‏ هو مجدف ألماني، ولد في 17 أبريل 1985 في رادولفتسل في ألمانيا.

## وصلات خارجية
- كريستوف ويلك على موقع الاتحاد الدولي للتجديف (الإنجليزية)
- كريستوف ويلك على موقع اللجنة الأولمبية الدولية (الإنجليزية)
- كريستوف ويلك على موقع أوليمبيديا (الإنجليزية)
- كريستوف ويلك على موقع اللجنة الأولمبية الألمانية (الألمانية)